# Ново-Дмитрово
Ново-Дмитрово (рос. Ново-Дмитрово) — присілок в Старицькому районі Тверської області Російської Федерації.
Населення становить 12 осіб. Входить до складу муніципального утворення сільське поселення Паньково.

## Історія
Від 2005 року входить до складу муніципального утворення сільське поселення Паньково. Раніше населений пункт належав до Паньковського сільського округу.

## Населення
| 2008 | 2010 |
| ---- | ---- |
| 14   | ↘12  |